# 牧野出版
株式会社牧野出版（まきのしゅっぱん）は、京都府京都市にある、日本の出版社。
新潮社出身の編集者である佐久間憲一が2004年に会社を買収し代表取締役に就任。2017年に京都市に拠点を移した。